# Franziska Möllinger
Louise Franziska Möllinger, född 1817, död 1880, var en schweizisk fotograf.
Hon var från 1843 verksam som professionell fotograf, och var därmed den första kvinnan inom yrket i Schweiz, och en av de första i världen, samtida med Bertha Wehnert-Beckmann, Brita Sofia Hesselius och Geneviève Élisabeth Disdéri.  Hon tillhörde utöver det pionjärgenerationen av fotografer över huvud taget, eftersom det var just under 1840-talet som fotografikonsten spred sig i Europa och fotografyrket uppkom. 